# Caonia

Tribù dell'Epiro nell'antichità.

Caonia (greco antico Χαονία) era il nome della parte a nord-ovest dell'Epiro, patria della tribù dei Caoni. La sua città principale era Fenice. Secondo Virgilio, Caone era l'eponimo antenato dei Caoni.

## Geografia
Strabone nella sua Geografia, pone la Caonia tra i monti Acrocerauni a nord e il fiume Thiamis a sud.  Lo storico romano, Appiano di Alessandria, menziona la Caonia come confine meridionale nella sua descrizione geografica dell'Illiria.
Fra le città importanti della Caonia c'erano Chimera (oggi Himara), Butrinto, Fenice, Panormo, Onchesmo (oggi Saranda) e Antigonia.